# Walterswil (Solothurn)
Walterswil  is een gemeente en plaats in het Zwitserse kanton Solothurn en maakt deel uit van het district Olten.

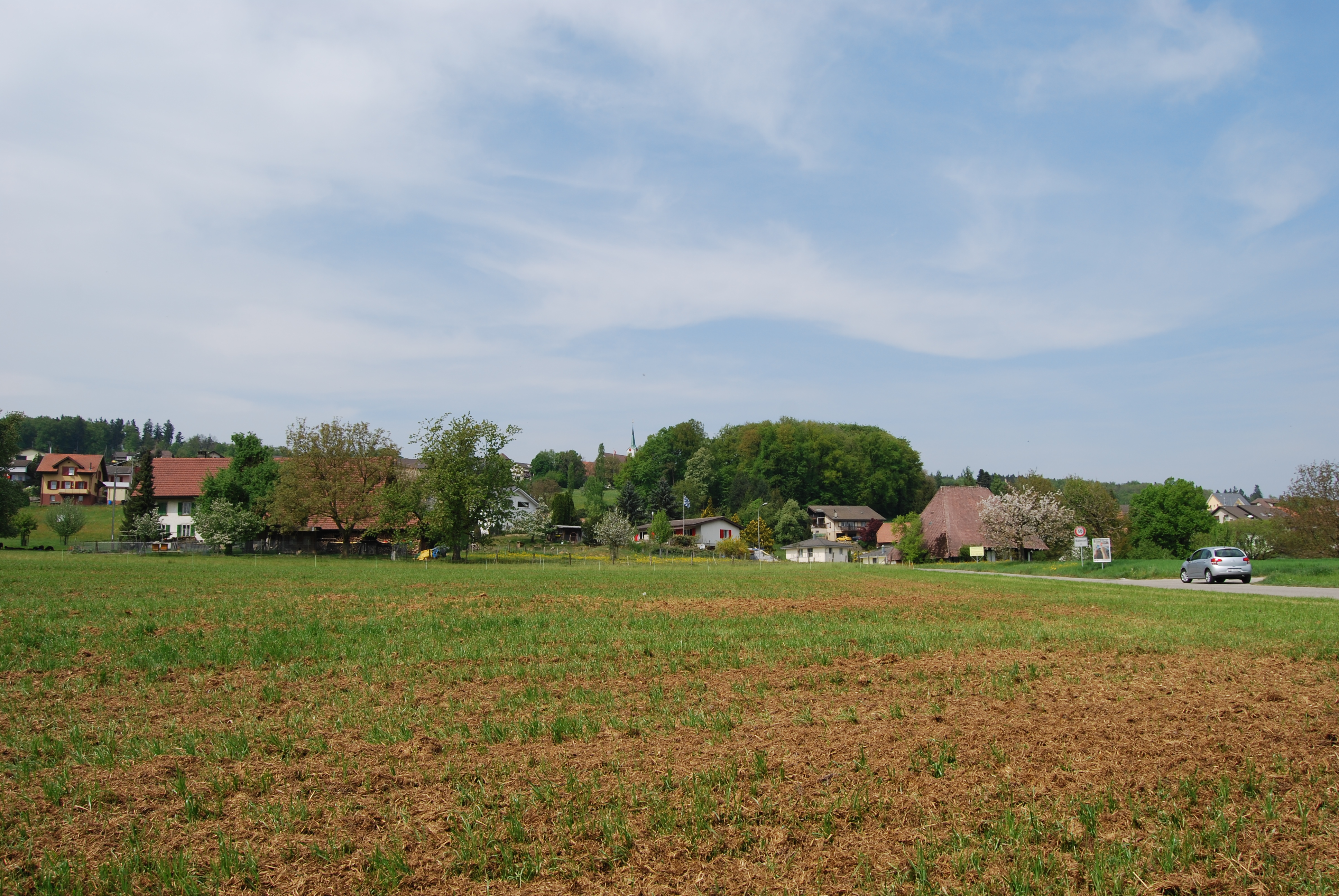
Walterswil, van zuiden

Walterswil telt 702 inwoners.